# Sport w Kędzierzynie-Koźlu
Sport w Kędzierzynie-Koźlu – organizacją życia sportowego w Kędzierzynie-Koźlu kieruje i nadzoruje Wydział Kultury, Sportu i Rekreacji Urzędu Miasta. Współpracuje on z Miejskim Ośrodkiem Sportu i Rekreacji.

## Kluby sportowe
- Piłka nożna - Piłkę nożną reprezentują drużyny:
  - Chemik Kędzierzyn-Koźle - IV Liga grupa opolska, około 300 dzieci i młodzieży (od 4 do 19 roku życia) w Akademii Piłkarskiej
  - TKKF Blachowianka (Kędzierzyn-Koźle) brak drużyny seniorskiej
  - RTS Odra Kędzierzyn-Koźle (Kędzierzyn-Koźle) brak drużyny seniorskiej
  - KS Sławięcice (Kędzierzyn-Koźle) Klasa A
  - KTS Kłodnica (Kędzierzyn-Koźle) Brak drużyny seniorskiej
  - KS Cisowa (Kędzierzyn-Koźle) Klasa B
- Hokej na lodzie - pierwotnie MZKS Chemik Kędzierzyn-Koźle, od 2002 TMHL Chemik Kędzierzyn-Koźle (drużyna aktualnie uczestniczy w rozgrywkach amatorskich- Prajzkiej Hokejowej Lidze)
- Piłka siatkowa - męski klub siatkarski ZAKSA Kędzierzyn-Koźle, uczestnik PlusLiga
- Koszykówka - MMKS
- pływanie - Towarzystwo Pływackie Masters "Ubot"
- Tenis
  - Kędzierzyński Klub Tenisowy
  - SKKS
  - Spółdzielczy Tenisowy Klub Sportowy
- Badminton
  - MMKS Kędzierzyn-Koźle - w sezonie 2010/2011 23 medale w zawodach mistrzowskich w kategoriach młodzików i dzieci
  - Klub Brenntag UKS 15 Kędzierzyn-Koźle - w sezonie 2009/2010 II miejsce w Ekstraklasie badmintona
- Baseball - Klub UKS Caper Kędzierzyn-Koźle W sezonie 2010 awans do Ekstraligi baseballu
- Softball - Klub UKS Caper Kędzierzyn-Koźle - IV miejsce w lidze softballu

## Obiekty sportowe

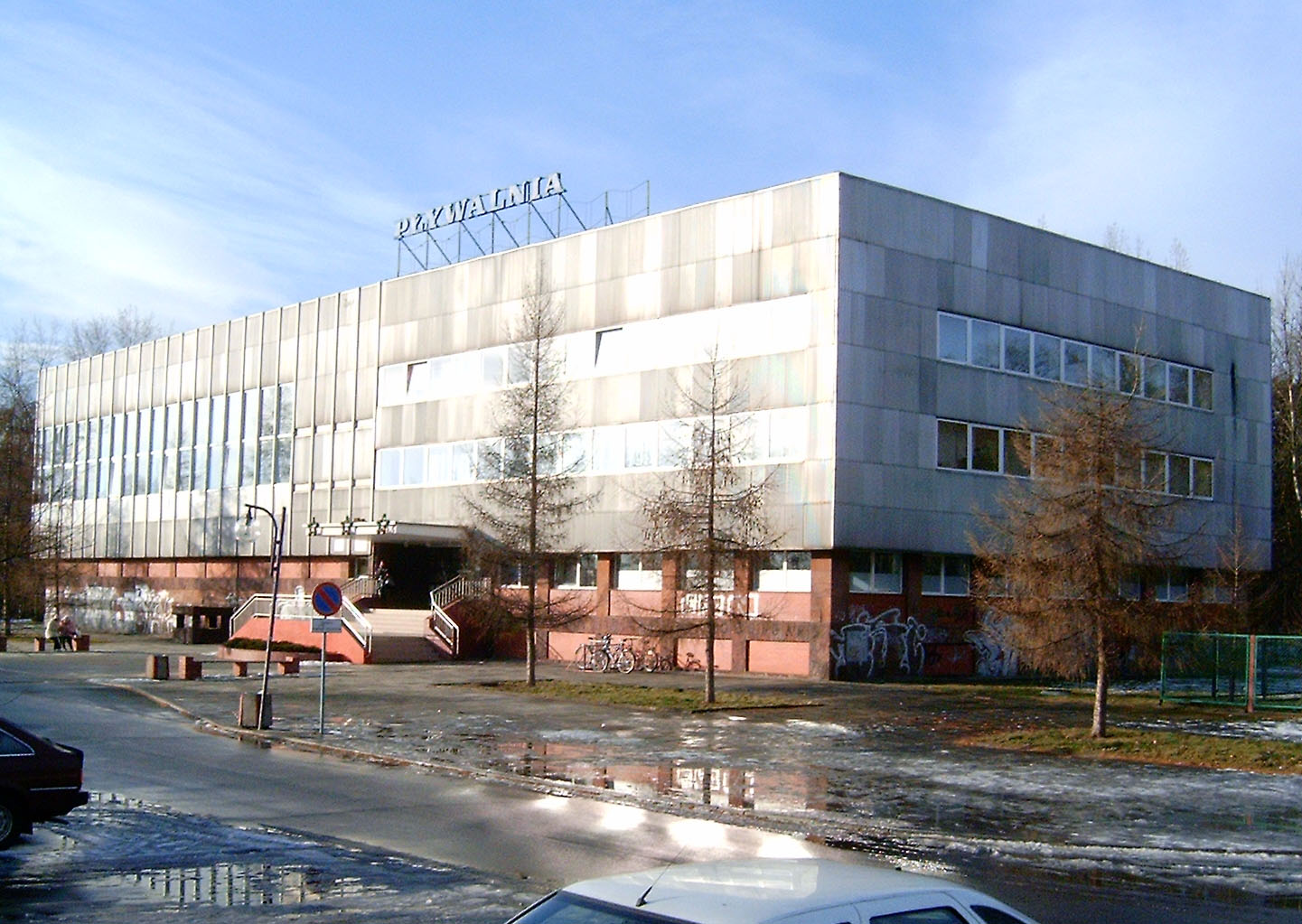
Kryta pływalnia w Kędzierzynie-Koźlu

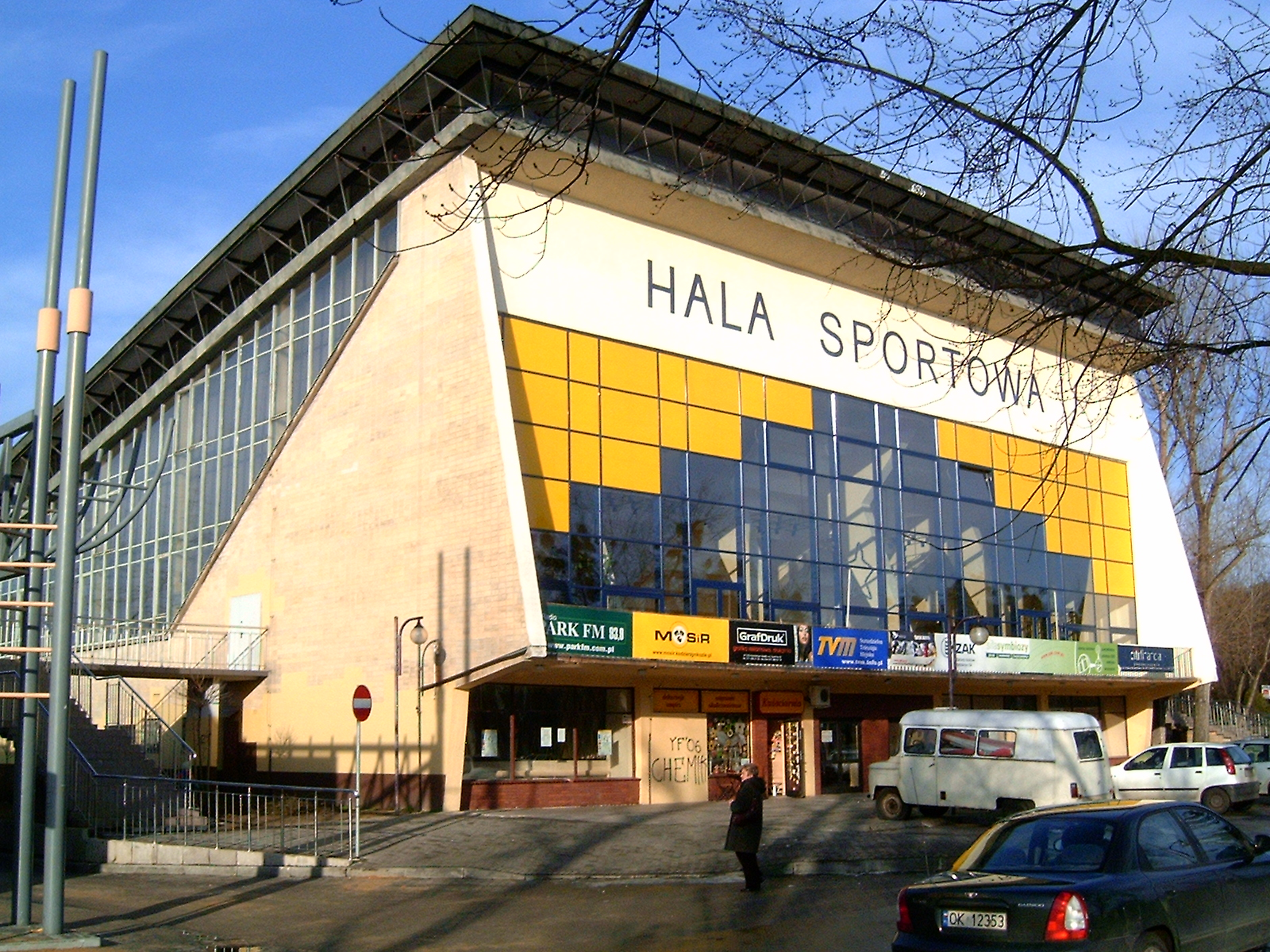
Hala sportowa w Kędzierzynie-Koźlu

W mieście znajdują się 5 stadionów sportowo-rekreacyjnych, 3 korty tenisowe, 2 hale widowiskowo-sportowe, kryta pływalnia i dwa baseny odkryte.
- Stadion sportowo-rekreacyjny (ul. Bolesława Chrobrego 25) – wykorzystywany do szkolenia i rozgrywek w piłce nożnej oraz do organizacji imprez o różnym charakterze.
- Korty tenisowe (ul. Skarbowa 10) – wykorzystywane rekreacyjnie.
- Korty tenisowe (ul. Wiklinowa) – wykorzystywane rekreacyjnie.
- Kompleks sportowo-rekreacyjny (ul. Sportowa 15) – wykorzystywany do szkolenia i rozgrywek w piłce nożnej oraz do organizacji imprez sportowych, rekreacyjnych, kulturalnych i innych.
- Stadion sportowo-rekreacyjny (ul. Grunwaldzka 71) – wykorzystywany do prowadzenia szkolenia i rozgrywek w piłce nożnej i lekkiej atletyki oraz do organizacji imprez sportowych, kulturalnych, rekreacyjnych i innych.
- Hala widowiskowo-sportowa (al. Jana Pawła II 29) – wykorzystywany do szkolenia w piłce siatkowej oraz do przeprowadzenia imprez sportowych, rekreacyjnych, kulturalnych i innych.
- Kryta pływalnia (al. Jana Pawła II 31) – wykorzystywany jest do zajęć objętych programem nauczania w szkołach, treningów i organizacji zawodów o randze do poziomu Mistrzostw Polski, indywidualnej i grupowej nauki pływania, rekreacji, rehabilitacji, szkoleń WOPR.
- Kompleks sportowo-rekreacyjny (ul. Mostowa) – wykorzystywany sezonowo, w okresie letnim - basen i brodzik oraz zimowym - lodowisko (rekreacyjnie oraz do imprez sportowo-rekreacyjnych).
- Hala widowiskowo-sportowa (ul. Mostowa) – nowoczesna hala wielofunkcyjna.
- Korty Tenisowe (ul. Grabskiego 1) – wykorzystywane rekreacyjnie.
- Stadion sportowo-rekreacyjny (ul. Jana Brzechwy 76) – wykorzystywany do szkolenia i rozgrywek w piłce nożnej oraz do organizacji imprez sportowych, rekreacyjnych, kulturalnych i innych.
- Stadion sportowo-rekreacyjny (ul. Sadowa) – wykorzystywany do szkolenia i rozgrywek w piłce nożnej oraz do organizacji imprez sportowych, rekreacyjnych, kulturalnych i innych.
- Stadion sportowo-rekreacyjny (ul. Szkolna 15) – wykorzystywany do szkolenia i rozgrywek w piłce nożnej oraz do organizacji imprez sportowych, rekreacyjnych, kulturalnych i innych.